# Eduard Zenovka
Eduard Grigoryevich Zenovka (Moscou, 26 de abril de 1969) é um ex-pentatleta russo. 

## Carreira
Eduard Zenovka representou seu país nos Jogos Olímpicos de 1992 e 1996, na qual conquistou a medalha de prata, no individual em 1992 e 1996. 